# Larysa Zaspa
Larysa Zaspa född den 22 september 1971 i Chmelnytskyj, Ukrainska SSR, Sovjetunionen, är en ukrainsk handbollsspelare.
Hon tog OS-brons i damernas turnering i samband med de olympiska handbollstävlingarna 2004 i Aten.